# ЗІС-127
ЗИС–127 (ЗИЛ–127 з 1956 р.) — міжміський автобус, що виготовлявся Московським автомобільним заводом імені Сталіна у 1955—1961 рр. Загалом виготовили 851 автобус. Станом на 2004 р. збереглись тільки 4 екземпляри.

## Історія
Після війни у СРСР гостро постало питання про організацію міжміського автобусного сполучення. До того моменту еталонним вважали стан дорожньої інфраструктури у США, саме тому в кінці 40-х група радянських спеціалістів вирушила за океан вивчати досвід американської фірми «Пасифік Грейхаунд» — головного перевізника на міжміських маршрутах. А роботи зі створення нового автобуса доручили столичному ЗИСу. Створення нової моделі, котрій присвоїли цифровий індекс «127», доручили КБ автобусів, очолюваному А. І. Израїль-Скерджиевому. Роботи розвернулись у 1951 р., а на початку 1953 р. на випробовування вирушилп пара експериментальних задньомоторних зразків ЗИС-Э127, кожен з котрих передбачав перевезення 41 пасажира. Після циклу ресурсних випробовувань конструктори суттєво модернізували автобус — він став коротшим, бензиновий двигун замінили дизельним, переробили інтер'єр та екстер'єр. «Виправлена» машина вийшла на випробовування у 1955 р., восени того ж року була випущена дослідно-промислова партія автобусів ЗИС-127, що також вирушила на випробовувальні пробіги. Серійні автобуси працювали переважно на дальніх маршрутах: Москва-Ленінград, Москва-Сімферополь, Москва-Мінськ, Москва-Рига тощо, а також обслуговували пасажирів столичних аеропортів.
На жаль, доля такої передової моделі як ЗИС (ЗИЛ)-127 виявилась не досить успішною через цілий ряд факторів. Так, у результаті приєднання СРСР до міжнародної конвенції по дорожньому русі, габаритна ширина радянських автобусів мала вкладатись у міжнародний стандарт, рівний 2500 мм, а у ЗИЛ-127 вона перевищувала даний показник на 180 мм. У цей період Держплан ухвалив рішення про припинення у СРСР розвитку міжміських автобусів, виробництво котрих покладалось в межах внутрішньої кооперації у рамках Ради економічної взаємодопомоги на Угорську народну республіку. Тому, починаючи з 60-их рр., Угорщина розвернула масові експортні постачання у СРСР дизельних міжміських автобусів Ikarus-55 та Ikarus-66. До того ж завод ЗИЛ переорієнтувався на початку 60-их з виробництва автобусів на масовий випуск 5-тонних вантажівок ЗИЛ-130 і, якщо міська модель ЗИЛ-158 була передана на ЛиАЗ, то подальший розвиток конструкції міжнародного ЗИЛ-127 було визнано безперспективним, не дивлячись на хорошу базу для його модернізації, тим більше, що складна конструкція автобуса вимагала особливо кваліфікованих збиральників. Надалі парк міжміських та туристичних автобусів у СРСР складали виключно машини марок Ikarus (Ikarus-250, Ikarus-260) та ЛАЗ (ЛАЗ-699), а з кінця 80-их їх доповнили югославські ТАМ.
Компонування — задньомоторне, двигун розташований у задньому звисі поперечно, привід на задній міст через 4-східчасту КП з кутовим редуктором та коротким карданним валом. Кузов автобуса — тримальний, сталевий, вагонного типу, з одними поворотними дверима для пасажирів у передньому звисі. Підвіска усіх коліс на напівеліптичних ресорах з кріпленням кінців до рами через гумові подушки, переднім стабілізатором поперечної стійкості торсійного типу й двосторонніми гідравлічними амортизаторами, що забезпечувало значну плавність та безпеку ходу при високій крейсерській швидкості. У комфортабельному салоні встановлювались м'які крісла літакового типу з висувною подушкою й спинкою, що регулювалась по куті нахилу, кожне місце було обладнане індивідуальними джерелами світла та вентиляції. У салоні були передбачені сітчасті полички для багажу, а під підлогою салону розміщувались два багажних відсіки. Автобус оснащувався небиткими вікнами з фіранками, ефективними системами опалення, вентиляції та освітлення, радіоточкою, годинником, термометром. Водійське місце відокремлювалось прозорою перегородкою й було оснащене регулюваннями нахилу спитки та поздовжнього положення подушки. Над лобовим склом монтувався прожектор з дальністю світлового пучка в 200 м. У конструкції ЗИС-127 вперше у радянському автомобілебудуванні були застосовані гідропідсилювач кермового керування та незалежні гальмівні пневмоконтури переднього та заднього мостів.
| Рік             | 1955 | 1956 | 1957 | 1958 | 1959 | 1960 | 1961 | Загалом |
| --------------- | ---- | ---- | ---- | ---- | ---- | ---- | ---- | ------- |
| кількість, авт. | 30   | 201  | 189  | 200  | 200  | 30   | 1    | 851     |